# Surd (Zala)
Surd est un village et une commune du comitat de Zala en Hongrie.